# Wilko Grolman
Wilko Grolman (Haarlemmermeer, 19 september 1963) is een Nederlandse hoogleraar keel-, neus- en oorheelkunde aan de Universiteit Utrecht.
Grolman studeerde economie en geneeskunde aan de Universiteit van Amsterdam. Hij promoveerde op 29 oktober 1998 aan de UvA. Van 2000 tot 2009 was hij als staflid voor keel,- neus- en oorheelkunde verbonden aan het Academisch Medisch Centrum Amsterdam.
Sinds 1 januari 2009 is Grolman "kernhoogleraar" in keel-, neus- en oorheelkunde aan de Universiteit Utrecht. Vanaf toen was hij ook hoofd van de afdeling Keel-, neus- en oorheelkunde van het Universitair Medisch Centrum Utrecht (UMC Utrecht). Zijn positie als afdelingshoofd kwam onder druk te staan nadat in november 2015 via het televisieprogramma Zembla aan het licht was gekomen dat het UMC Utrecht twee dodelijke incidenten tijdens operaties op de keel-, neus- en oorafdeling had verzwegen voor de Inspectie voor de Gezondheidszorg (IGZ). Naar aanleiding van de televisie-uitzending stelde de IGZ een onderzoek in. Grolman werd in eerste instantie hangende dat onderzoek geschorst. In januari 2016 verliet hij zijn post definitief. Directe aanleiding voor zijn vertrek was volgens de NOS dat de arts-assistenten in opleiding het vertrouwen in hem hadden opgezegd. Grolman ging zich vervolgens toeleggen op zijn werk als hoogleraar oorheelkunde en de daaraan verbonden patiëntenzorg.

## Werken
- Physical aspects of prosthetic voice rehabilitation after total laryngectomy, proefschrift 1998 (165 p)
- Comparison of two approaches to the surgical management of cochlear implantation. Laryngoscope, 2009